# Neufahrn in Niederbayern
Neufahrn in Niederbayern (amtlich: Neufahrn i.NB) ist eine Gemeinde im niederbayerischen Landkreis Landshut. In der örtlichen bairischen Mundart wird der Ort als Neifing bezeichnet.

## Geografie

### Geografische Lage
Neufahrn liegt in der Region Landshut an der Kleinen Laber.

### Gemeindegliederung
Es gibt 25 Gemeindeteile (in Klammern ist der Siedlungstyp angegeben):
- Altensdorf (Dorf)
- Asenkofen (Pfarrdorf)
- Aumühle (Einöde)
- Eselmühle (Einöde)
- Ettenkofen (Dorf)
- Etzenbach (Einöde)
- Gämelkofen (Weiler)
- Hebramsdorf (Pfarrdorf)
- Hofendorf (Pfarrdorf)
- Humpl (Einöde)
- Moosmühle (Einöde)
- Neufahrn i.NB (Pfarrdorf)
- Neufahrnreut (Einöde)
- Oberndorf (Dorf)
- Panzermühle (Einöde)
- Piegendorf (Kirchdorf)
- Rohrberg (Kirchdorf)
- Sachsendorf (Einöde)
- Sankt Anna (Einöde)
- Schaltdorf (Dorf)
- Walpersdorf (Weiler)
- Winisaureuth (Einöde)
- Winklsaß (Dorf)
- Winklsaßreuth (Einöde)
- Wurmdorf (Weiler)

Es gibt die Gemarkungen Hebramsdorf, Neufahrn i.NB, Rohrberg und Niederroning.

## Geschichte

### Bis zur Gemeindegründung
Die bronzezeitlichen Hügelgräber nahe der Einöde Einkreuth verweisen auf eine frühe Besiedelung der Gegend. Ein bemerkenswerter Brucherzdepotfund aus der frühen Hallstattzeit um 1000 v. Chr. gelang 1911 bei Winklsaß.
Neufahrn wurde als newfar erstmals 1123 urkundlich erwähnt. Es war damals Lehen der Grafen von Kirchberg, die es bis zu ihrem Aussterben um 1223 innehatten. Danach verfügten der bayerische Herzog und im Jahr 1318 ein Hans Göttlinger über den Ort. Bereits in der ersten Hälfte des 12. Jahrhunderts erscheinen die Haselbecken im teilweisen Besitz von Neufahrn, gegen 1425 gehörten ihnen der Edelsitz und die Hofmark vollständig. Im Jahre 1448 ging Neufahrn aus dem Besitz der Haselbecken an Herzog Heinrich den Reichen über. Seit 1438 übte ein Kaplan die Seelsorgetätigkeit in der Filiale Neufahrn aus. Eine selbstständige Pfarrei ist Neufahrn erst seit 1924.
Die Familie Hueber, die aus dem niederbayerischen Beamtenadel stammte, erwarb das Schlossgut und die Hofmark im Jahre 1490 und veräußerte es am 29. April 1510 an Sigmund Kraus zu Münchsdorf, Kastner in Landshut und Hofmeister von Seligenthal. In die Zeit der Herrschaft des Sigmund Kraus (1510–1558) fällt der Neubau des Renaissanceschlosses, das noch heute als Wahrzeichen von Neufahrn gilt. Ein Epitaph in der Pfarrkirche zeigt das Wappen der Familie, das die Vorlage für das heutige Gemeindewappen lieferte. Seine Nachkommen verkauften das Schloss und die Hofmark am 23. September 1558 an die Haunsperger. Während des Dreißigjährigen Krieges wurde Neufahrn besonders 1632 durch schwedische Truppen geplündert, später suchten Hungersnot und Pest den Ort heim.
1698 ging Neufahrn an den Grafen Emmanuel von Arco über, wurde aber bald durch Erbschaft und Vertrag ein Kommungut, das sich mehrere Familien teilten, darunter die Grafen von Königsfeld, die ihren Anteil ganz oder teilweise veräußerten. Neufahrn gehörte zum Rentamt Landshut und zum Landgericht Kirchberg des Kurfürstentums Bayern. Die Grafen von Toerring besaßen hier eine offene Hofmark (es handelt sich um ein Lehen des Klosters Mallersdorf).
Im Zuge der Verwaltungsreformen in Bayern entstand mit dem Gemeindeedikt von 1818 die heutige Gemeinde.

### 19. und 20. Jahrhundert
Um 1820 besaß der leitende bayerische Staatsminister Graf Montgelas Schloss Neufahrn. Nach der Auflösung des Pflegegerichts Kirchberg gehörte Neufahrn bis 1874 zum Landgericht Rottenburg, dann zum Bezirksamt Mallersdorf.
Als die Bayerische Ostbahn die Strecke von München nach Regensburg baute, wurde Neufahrn am 12. Dezember 1859 mit dem Bahnhof Neufahrn (Niederbay) an das Schienennetz angeschlossen. Als am 6. August 1873 die Abkürzungsstrecke Neufahrn–Eggmühl–Obertraubling in Betrieb genommen wurde, erhielt Neufahrn den Status eines Eisenbahnknotenpunktes, da hier die Strecke Richtung Straubing abzweigte.
Seit der Kreisgebietsreform, die am 1. Juli 1972 in Kraft trat, gehört Neufahrn i. NB zum Landkreis Landshut.

### Eingemeindungen
Die heutige Gemeinde entstand am 1. Mai 1978 durch die Eingliederung von Hebramsdorf, Hofendorf, Piegendorf und Winklsaß.

### Einwohner
Gemäß Bayerischem Landesamt für Statistik  haben sich die Einwohnerzahlen jeweils zum 31. Dezember eines Jahres wie folgt entwickelt:
| Stand | Einwohner |
| ----- | --------- |
| 1960  | 3237      |
| 1970  | 3160      |
| 1980  | 3288      |
| 1990  | 3274      |
| 1995  | 3834      |
| 2000  | 3890      |
| 2005  | 3888      |

| Stand | Einwohner |
| ----- | --------- |
| 2006  | 3869      |
| 2007  | 3865      |
| 2008  | 3855      |
| 2009  | 3822      |
| 2010  | 3787      |
| 2011  | 3826      |
| 2012  | 3886      |

| Stand | Einwohner |
| ----- | --------- |
| 2013  | 3906      |
| 2014  | 3943      |
| 2015  | 4017      |
| 2016  | 4036      |
| 2017  | 4161      |
| 2018  | 4176      |
| 2019  | 4529      |

Seit 1972, dem Jahr der Gemeindereform, hat sich die Einwohnerzahl bis 2015 um 793 Personen erhöht. Das entspricht einem Wachstum von 24,60 Prozent. In den letzten zehn (fünf) Jahren wuchs die Einwohnerzahl um 3,83 (4,99) Prozent.
Im Zeitraum 1988 bis 2020 stieg die Einwohnerzahl von 3125 auf 4529 um 1404 Einwohner bzw. um 44,93 %.
| Alter         | Einwohneranteil |
| ------------- | --------------- |
| jünger als 18 | 17,0 %          |
| 18 bis 29     | 14,6 %          |
| 30 bis 49     | 28,6 %          |
| 50 bis 64     | 20,6 %          |
| älter als 65  | 19,1 %          |

## Politik
Acht Monate nach Kriegsende fanden am 27. Januar 1946 die ersten Kommunalwahlen (Gemeinderatswahlen) in den kreisangehörigen Gemeinden Bayerns statt. In den Monaten April und Mai 1946 folgten dann noch die ersten Wahlen der Bürgermeister, Landräte sowie Kreistage. 2006 wurde das 60-jährige Jubiläum begangen.

### Gemeinderat

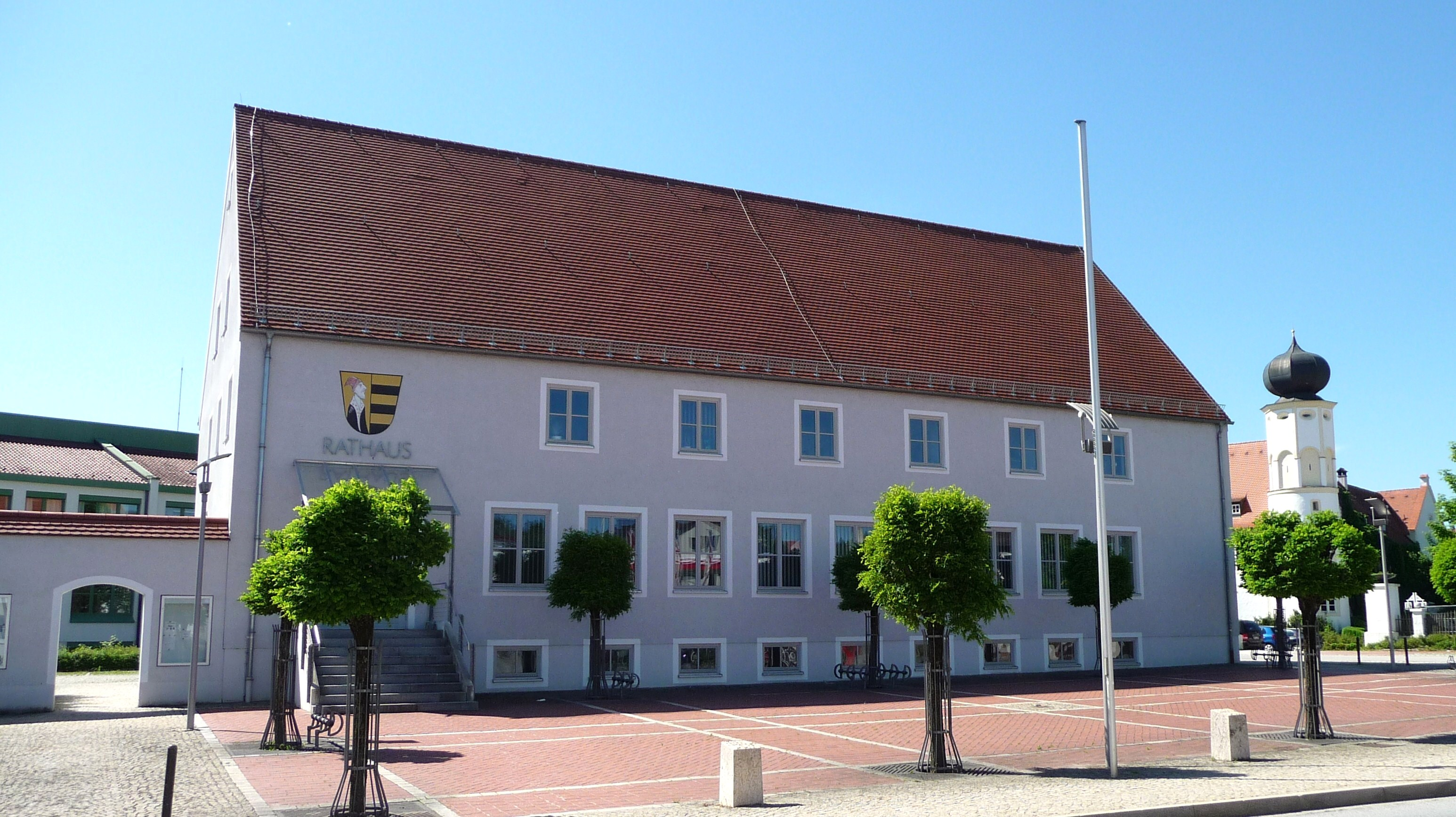
Das Rathaus

Der Gemeinderat besteht aus 16 Personen. Nach der Kommunalwahl am 15. März 2020 (zum Vergleich: Kommunalwahl 2014) sind darunter 13 (13) Männer und drei (3) Frauen. Sie führte zu folgender Sitzverteilung im Gemeinderat:
- CSU 5 (6) Sitze,
- SPD 5 (6) Sitze
- Freie Wähler 5 (4) Sitze
- Bündnis 90/Die Grünen 1 (0) Sitz

Bei der Gemeinderatswahl waren 3357 (3147) Bürger stimmberechtigt. 2186 (2118) davon haben als Wähler teilgenommen, was einer Wahlbeteiligung von 65,12 (67,30) Prozent entspricht.

### Bürgermeister
Bis 2014 war Bernhard Zauner (SPD) Bürgermeister. Er wurde 2002 Nachfolger von Josef Obermaier (CSU) und wurde 2008 in seinem Amt bestätigt. Bei den Kommunalwahlen 2014 wurde Peter Forstner (SPD) zum Bürgermeister gewählt und in der Kommunalwahl 2020 in seinem Amt mit großer Mehrheit bestätigt.
| Amtszeit  | Bürgermeister   |
| --------- | --------------- |
| bis 2002  | Josef Obermaier |
| 2002–2014 | Bernhard Zauner |

### Gemeindefinanzen
Im Jahr 2020 betrugen die Gemeindesteuereinnahmen 4.662.000 Euro, davon waren 1.543.000 Euro Gewerbesteuereinnahmen (netto). Eine weitere Einnahmequelle von Gemeinden sind Schlüsselzuweisungen.
In Folge einer entsprechenden Bewertung der Wirtschaftskraft der Gemeinde Neufahrn i. NB sind die Schlüsselzuweisungen von 465.952 Euro im Jahr 2019 um 35,1 Prozent auf 629.600 Euro für das Jahr 2020 angestiegen.
| Zuweisungen an         | Jahr    | Jahr    | Jahr    | Jahr    | Jahr    | Jahr    |
| Zuweisungen an         | 2015    | 2016    | 2017    | 2018    | 2019    | 2020    |
| ---------------------- | ------- | ------- | ------- | ------- | ------- | ------- |
| Gemeinde Neufahrn i.NB | 227.188 | 142.760 | 762.608 | 422.484 | 465.952 | 629.600 |

### Verwaltung / Zweckverbände
Die Gemeindeverwaltung erbringt 304 verschiedene behördliche Leistungen. Einige Verwaltungsaufgaben werden durch interkommunale Zweckverbände wahrgenommen.
Die Gemeinde Neufahrn in Niederbayern ist Mitglied in folgenden Zweckverbänden::
- Regionaler Planungsverband Landshut
- Schulverband Ergoldsbach
- Wasserzweckverband Mallersdorf
- Zweckverband zur Abwasserbeseitigung Ergoldsbach-Neufahrn i.NB
- Zweckverband zur Wasserversorgung Neufahrn i.NB-Oberlindhart
- Zweckverband zur Wasserversorgung Rottenburger Gruppe Pattendorf

### Wappen
| Wappen von Neufahrn in Niederbayern | Blasonierung: „Gespalten; vorne in Gold ein links gewendeter bärtiger, wachsender, schwarz gekleideter Mannsrumpf mit spitzer roter Mütze, hinten von Gold und Schwarz fünfmal geteilt.“ |
| Wappen von Neufahrn in Niederbayern | Wappenführung seit 1959. |

### Gemeindepartnerschaft
Mit der französischen Gemeinde Broons in der Bretagne besteht seit 1971 eine Partnerschaft. Es finden regelmäßige gegenseitige Besuche statt. Die Staatliche Realschule Neufahrn i. NB und das Collège in Broons führen in zweijährigem Turnus Schüleraustausche durch. Die Gemeinde Neufahrn i. NB wurde am 29. August 1999 für herausragende Leistungen zur Förderung des europäischen Gedankens mit der Ehrenfahne des Europarats ausgezeichnet.
Die Partnerschaft entwickelte sich aus einer zufälligen Begegnung im Sommer 1967. Der Franzose Jean-Louis Guyot suchte ein Quartier und gelangte ins Neufahrner Gasthaus "Zur Post", dem heutigen Rathaus. Hier traf er auf die Jugendlichen Franz Pritscher, Anton Weinfurtner und Peter Fischaleck.

## Kultur und Sehenswürdigkeiten

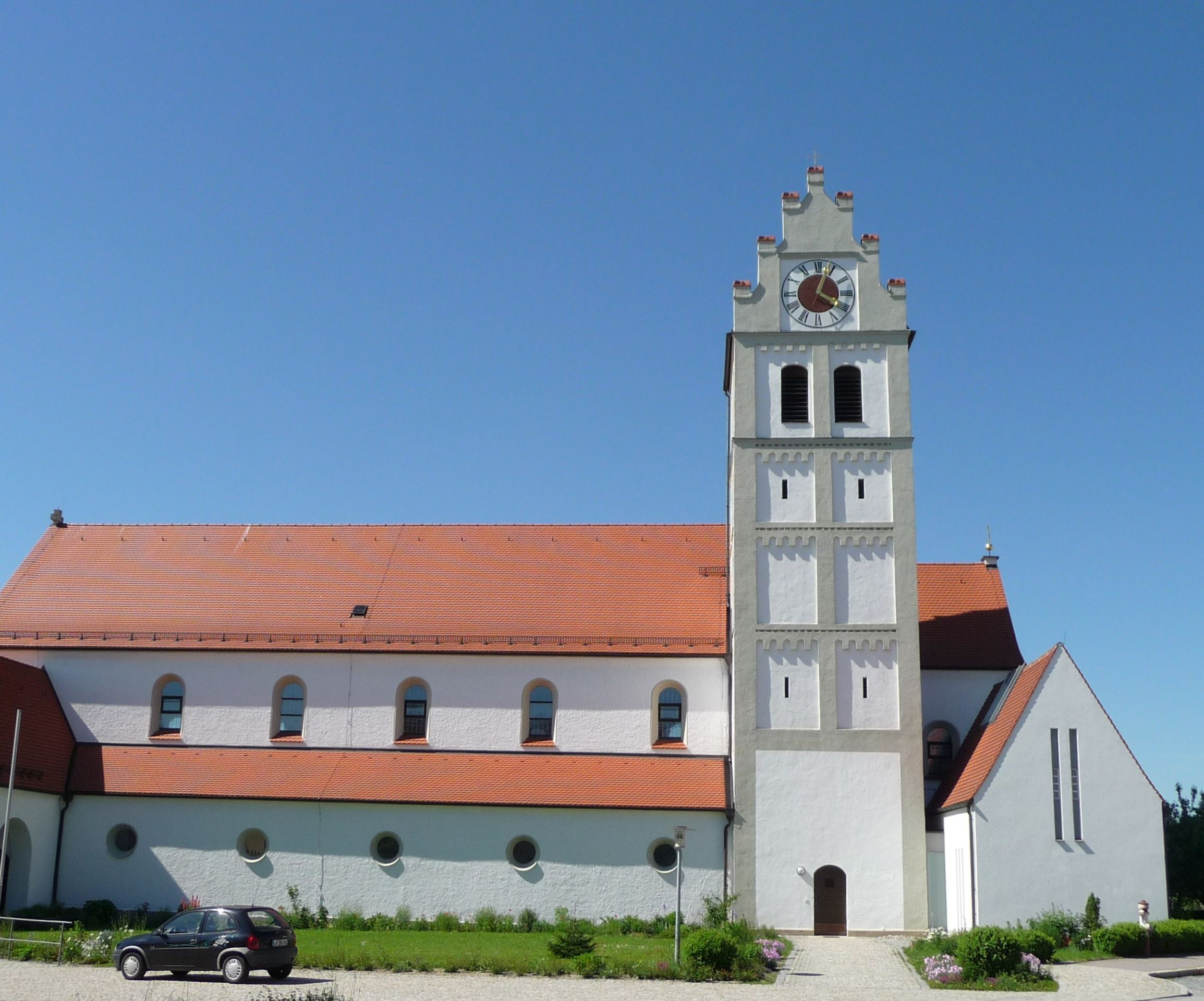
Die Pfarrkirche Mariä Himmelfahrt

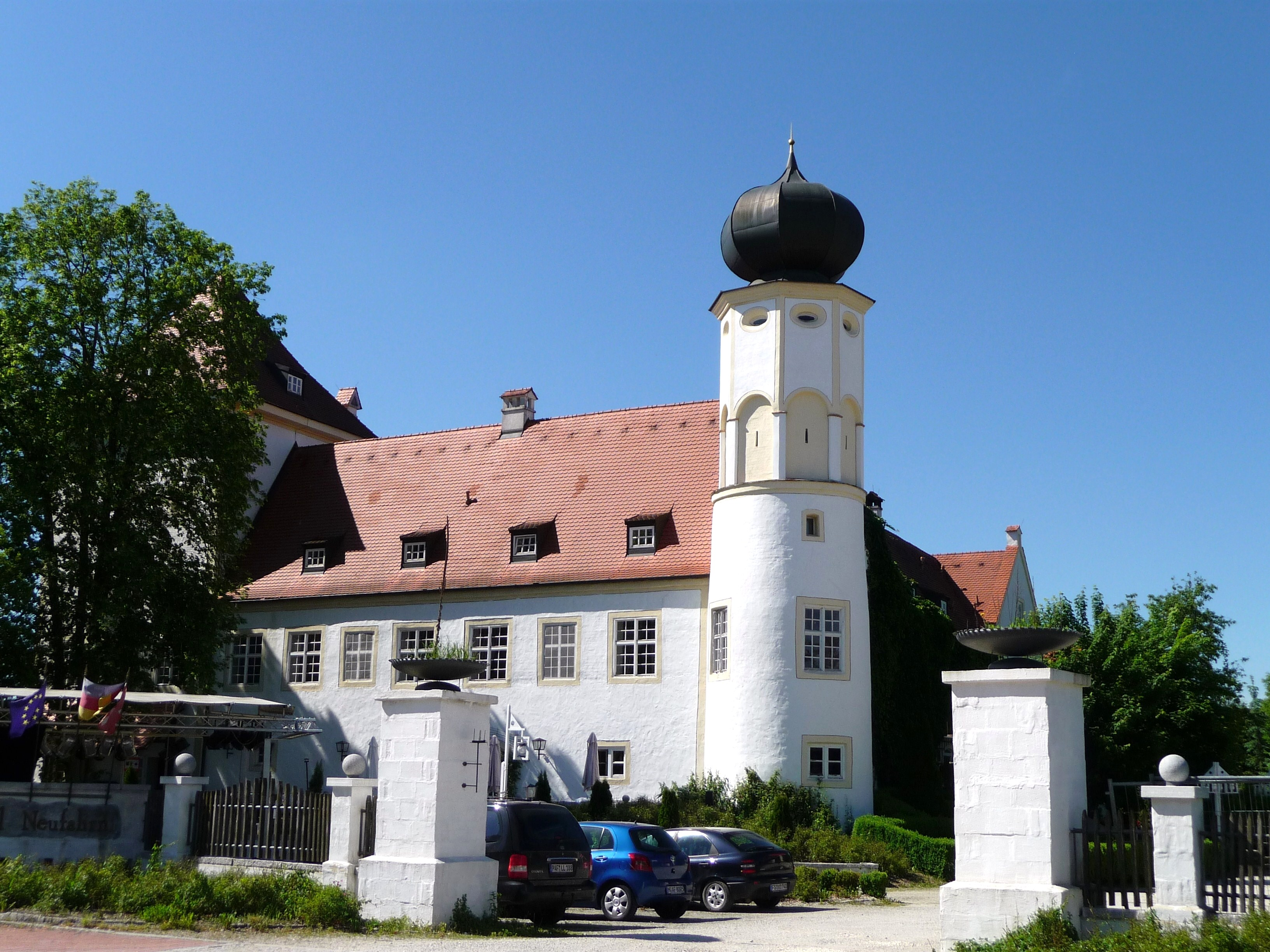
Schloss Neufahrn

### Museen
Seit 1999 gibt es das Neufahrner Heimatmuseum.

### Baudenkmäler
- Pfarrkirche Mariä Himmelfahrt. Der Neubau entstand 1937/38 unter Verwendung des romanischen Turms. Die Ausstattung ist barock. Ein Kalksteingrabmal für Sigmund von Neufahrn stammt aus dem Jahr 1557.
- Schloss Neufahrn. Das Bauwerk geht vermutlich auf das 14. Jahrhundert zurück. Die vorhandene Vierflügelanlage des 16. Jahrhunderts besitzt einen Rundturm an der Südostecke.
- Pfarrkirche St. Laurentius in Asenkofen. Der neobarocke Kirchenbau wurde 1907 bis 1908  errichtet. Der südwestlich am Schiff angebaute Turm stammt in den beiden Untergeschossen aus dem 13. Jahrhundert. Die Obergeschosse der achteckige Oberbau, Turmzwiebel und Laterne wurde 1908 ergänzt.
- Evangelisch-lutherische Friedenskirche
- Kriegerdenkmal

### Grünflächen und Naherholung
In der Gemeinde gibt es sowohl Freizeit- als auch Naherholungsflächen z. B. das Freizeitgelände (mit großem Spielplatz, Fitnessparcour, einem Basketball- und Skatepark, einem öffentlichen Fußballplatz sowie Minigolfanlage mit Biergarten) oder das Biotop (mit geführten Lehrpfad und einigen Grün- und Wasserflächen).
In Neufahrn beginnen und enden außerdem einige beliebte Fernradwege: Laber-Abens-Radweg, Labertalradweg und Isar-Laber-Radweg.
Im Jahr 2023 wurde der 10 km lange Geschichtsweg eröffnet.

## Wirtschaft und Infrastruktur
Es gab 2020 im produzierenden Gewerbe 604 und im Bereich Handel, Verkehr, Gastgewerbe 184 sozialversicherungspflichtig Beschäftigte am Arbeitsort. In sonstigen Wirtschaftsbereichen waren am Arbeitsort 269 Personen sozialversicherungspflichtig beschäftigt. Sozialversicherungspflichtig Beschäftigte am Wohnort gab es insgesamt 1777. Im verarbeitenden Gewerbe gab es zwei, im Bauhauptgewerbe vier Betriebe. Die Erlus AG ist der größte lokale Arbeitgeber.

### Land- und Forstwirtschaft
Es gab 2020 im Bereich der Land- und Forstwirtschaft acht sozialversicherungspflichtig Beschäftigte am Arbeitsort. Im Jahr 2016 bestanden 75 landwirtschaftliche Betriebe mit einer landwirtschaftlich genutzten Fläche von insgesamt 2744 ha. Davon waren 2513 ha Ackerfläche und 231 ha Dauergrünfläche.

### Breitbandausbau
Im Rahmen der Richtlinie zur Förderung des Aufbaus von Hochgeschwindigkeitsnetzen im Freistaat Bayern vom 10. Juli 2014 steht den Gemeinden ein Förderbetrag von mindestens 500.000 Euro und maximal 950.000 Euro zur Verfügung; für Neufahrn beträgt dieser bis zu 820.000 Euro.

### Bauen und Wohnen
| Gemeindeteil | Wohnbauflächen ausgewiesene Baugebiete | unbeplanter Innenbereich | ausgewiesene gewerbliche Bauflächen | Ackerland |
| ------------ | -------------------------------------- | ------------------------ | ----------------------------------- | --------- |
| Neufahrn     | 90 €                                   | 90 €                     | 35 €                                | 4,5 €     |
| Winklsaß     | 100 €                                  | 60 €                     |                                     | 4,5 €     |
| Asenkofen    |                                        | 60 €                     |                                     | 4,5 €     |
| Hofendorf    |                                        | 45 €                     |                                     | 4,5 €     |
| Ettenkofen   |                                        | 45 €                     |                                     | 4,5 €     |
| Hebramsdorf  |                                        | 45 €                     |                                     | 4,5 €     |
| Rohrberg     |                                        | 40 €                     |                                     | 4,5 €     |
| Piegendorf   |                                        | 40 €                     |                                     | 4,5 €     |
| Oberndorf    |                                        | 40 €                     |                                     | 4,5 €     |

### Energie
Heute (Stand: 21. Februar 2014) liegt der Stromverbrauch in Neufahrn i.NB bei etwa 28.971 MWh/Jahr. Dem stehen etwa 30.102 MWh/Jahr auf dem Gebiet der Gemeinde produzierten Stromes aus regenerativen Energiequellen (erfasst über das EEG – Erneuerbare-Energien-Gesetz) entgegen. Damit liegt der Anteil an Strom aus erneuerbaren Energien bei 104 % (Zum Vergleich: Im Landkreis Landshut beträgt dieser Anteil 43 %.). Neufahrn i.NB belegt damit hinter Schalkham und Pfeffenhausen Platz drei in der Rangliste der Gemeinden mit dem höchsten Anteil an EEG-Strom. Der größte Zubau fand in den Jahren 2009 bis 2012 statt.

#### Biomasse
Zirka 12.593 MWh/Jahr werden in zwölf Biomasseanlagen auf dem Gebiet der Gemeinde Neufahrn i.NB erzeugt. Die installierte elektrische Leistung beträgt knapp 2 MWpeak. Die Biogasanlagen befinden sich in:
- Asenkofen: 365 kWelektrisch,
- Ettenkofen: 400 kWelektrisch,
- Etzenbach: 30 kWelektrisch,
- Neufahrn: 37 kWelektrisch, 50 kWelektrisch, 100 kWelektrisch, 50 kWelektrisch, 50 kWelektrisch,
- Neufahrnreut: 550 kWelektrisch,
- Rohrberg: 500 kWelektrisch,
- Schaltdorf: 22 kWelektrisch, 73 kWelektrisch.

#### Photovoltaik
Fast 17.401 MWh/Jahr Solarstrom werden auf dem Gebiet der Gemeinde Neufahrn i.NB mit 454 Anlagen auf Dächern von privaten wie gewerblich oder landwirtschaftlich genutzten Gebäuden produziert. Die installierte elektrische Leistung beträgt knapp 16 MWpeak.

#### Windkraft
Auf dem Gebiet der Gemeinde Neufahrn i.NB gibt es keine Windkraftanlage.
Eine Windkraftnutzung ist hier aber nicht zu erwarten, da mit Bescheid vom 13. Januar 2014 von der Regierung von Niederbayern die Sechste Verordnung zur Änderung des Regionalplans Landshut für verbindlich erklärt, die die Verfügbarkeit von Flächen für die Windkraft regelt. Diese sieht weder Vorranggebiete noch Vorbehaltsgebiete in Neufahrn i.NB vor.

#### Wasserkraft
Zirka 107 MWh/Jahr werden in drei Wasserkraftanlagen auf dem Gebiet der Gemeinde Neufahrn i.NB erzeugt. Die Wasserkraftanlagen befinden sich in:
- Neufahrn: 6 kWelektrisch, 16 kWelektrisch,
- Panzermühle: 8 kWelektrisch.

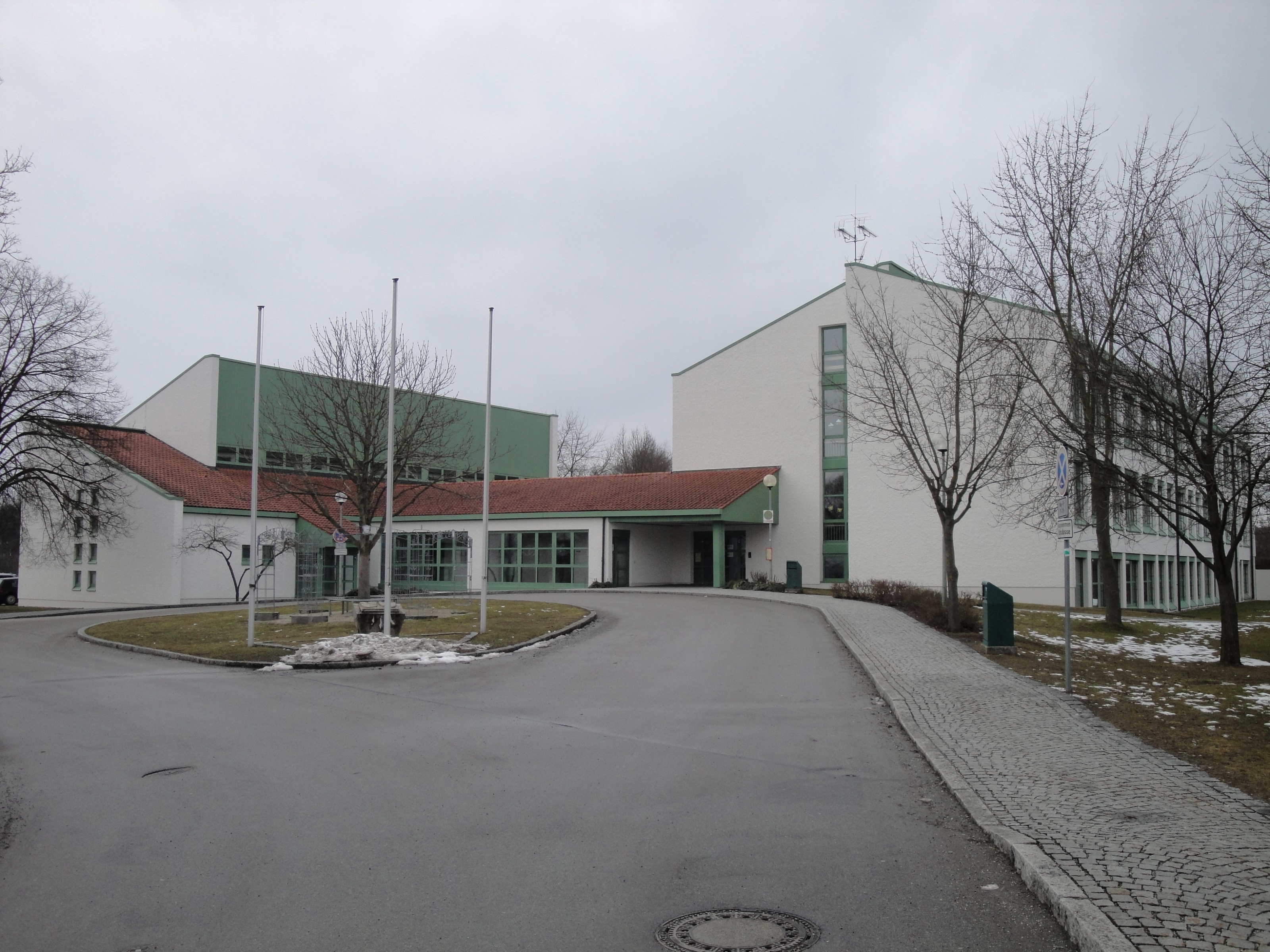
Grundschule
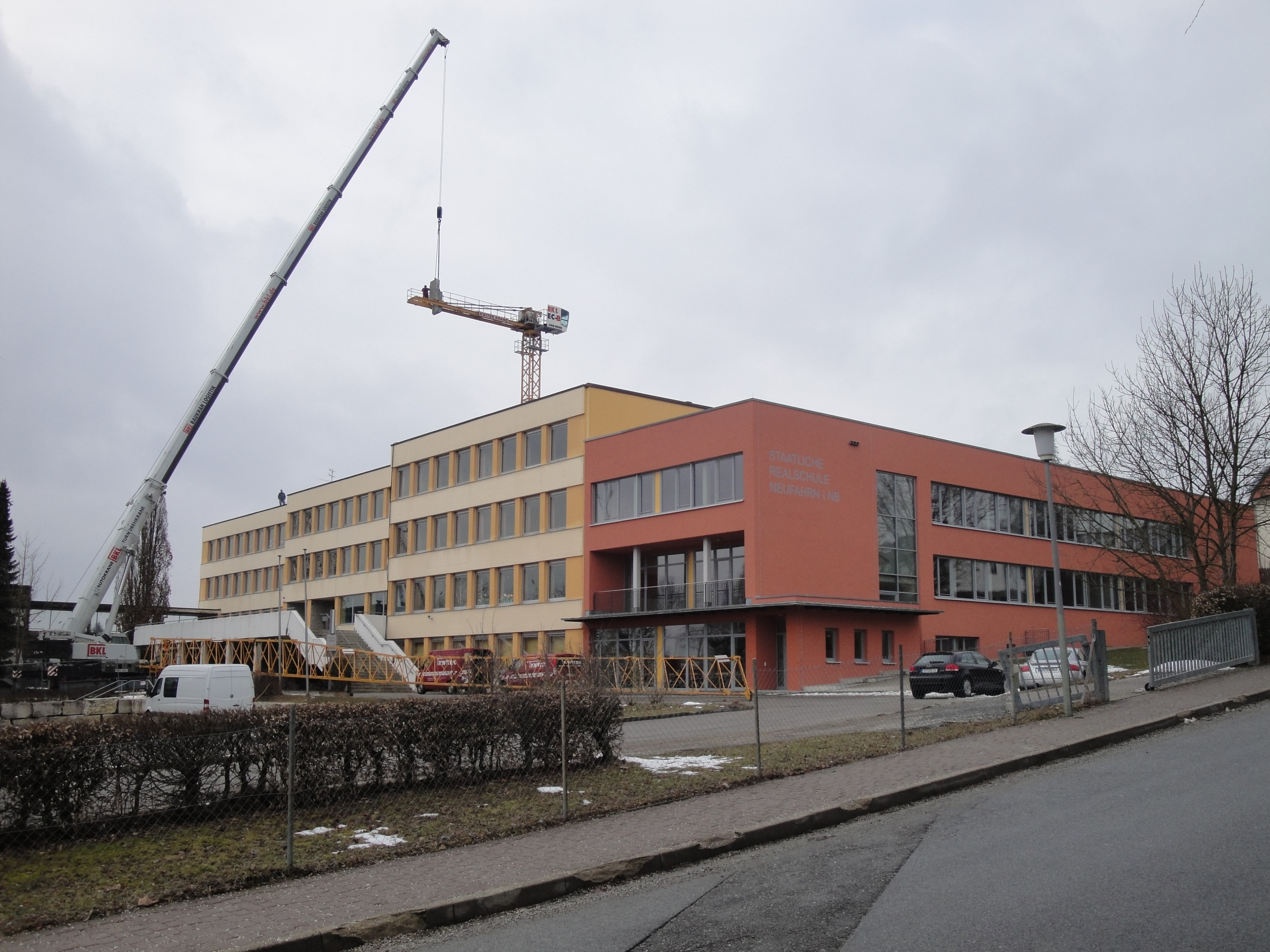
Realschule

### Bildung
Es gibt folgende Einrichtungen (Stand 2020/21):
- drei Kindertageseinrichtungen mit insgesamt 223 Plätzen und 193 betreuten Kindern
- eine Grundschule
- eine Staatliche Realschule
- die Volkshochschule Ergoldsbach – Neufahrn – Bayerbach

## Vereine
- Verein für Heimatpflege e. V., Neufahrn i. NB[23] Gründung: 1952. Zweck: Erhalt des bayerischen Liedguts und Pflege der Mundart, des Brauchtums und Trachtenwesens sowie Denkmalpflege.
- Musik: Neben den Neufahrner Musikanten („Tanzmusi“) gibt es eine Tanzgruppe sowie einen Singkreis.
- Seit 1999 betreibt man das Neufahrner Heimatmuseum.

## Söhne und Töchter der Gemeinde
- Hans Meyer (* 1884; † 1966), Philosoph, geboren im Ortsteil Etzenbach